# Vân Hà (nghệ sĩ)
NSƯT Vân Hà tên thật là Nguyễn Thị Hà (sinh 23 tháng 10 năm 1964 tại Mỏ Cày Bến Tre, Việt Nam) là một nghệ sĩ cải lương Việt Nam.

## Con đường nghệ thuật
Vân Hà từ nhỏ đã thuộc được nhiều tuồng và có thể hát được cải lương, nhờ đó cha cô là soạn giả cải lương Vân An đã tạo điều kiện để cô thi vào khóa đào tạo của nhà hát cải lương Trần Hữu Trang. Năm học lớp 9 Vân Hà được cha mời thầy về dạy để tham gia thi và được nhận vào khóa I của nhà hát.
Tính đến nay Vân Hà đã hoạt động hơn 30 năm trong lĩnh vực nghệ thuật cải lương, được nhiều khán giả biết đến và yêu mến. Những vai đào tính cách là sở trường của cô như các vai đào độc, đào lẳng, đào mùi... Cô có thể diễn từ các vai người già đến con nít, dù là vai một bà hoàng, một quý phi cao sang quyền quý hay một cô thôn nữ, một người mẹ quê nghèo hèn... cô đều có thể diễn đạt rất tròn vai và đem đến cho khán giả nhiều cung bật cảm xúc khác nhau. Đối với cô mỗi vai diễn đều phải có điểm nhấn riêng để khán giả có thể nhớ đến mình nên khi nhận một vai diễn cô đều đắn đo suy nghĩ, nghiên cứu để có thể tạo được sự khác biệt, sự cảm nhận vai diễn cách mới hơn và để lại ấn tượng sâu hơn trong lòng những khán giả yêu mến bộ môn nghệ thuật cải lương.
Nhắc đến Vân Hà thì mọi người có thể nghĩ ngay đến các vai tiểu thư, quý phi đầy tham vọng quyền lực, luôn mưu mô hại người hiền tài như trong tuồng Trạng Mèo cưới vợ câm, Dương Gia tướng, Trảm Triệu Khải... song song đó cô cũng thể hiện rất tốt những vai có số phận không may như vai diễn Trịnh Hà trong tuồng Trời cao nhỏ lệ hay vai Đổng quý phi trong tuồng Tờ huyết thệ...
Ngoài những vai diễn cải lương hồ quảng, Vân Hà còn tham gia diễn rất nhiều tuồng cải lương xã hội, từ một cô em chồng đanh đá, chua ngoa cho đến một cô em gái hiền ngoan, chân chất hay là một cô gái gia cảnh nghèo khó bị gia đình chủ bắt nạt... có thể nói Vân Hà đến nay đã tham gia hơn 1000 vai diễn trong nhiều tuồng khác nhau, từ video quay hình cho đến vai diễn sân khấu hay trích đoạn cải lương, thêm nữa cô cũng có tham gia quay các mv tân cổ cải lương cùng nhiều nghệ sĩ khác.
Hiện nay, nghệ sĩ Vân hà cùng chồng là nghệ sĩ Chí Linh đã cùng một số nghệ sĩ, diễn viên khác thành lập đoàn cải lương xã hội hóa lấy tên là "Sân khấu Chí Linh-Vân Hà" 

## Giải thưởng
- HCV hội diễn toàn quốc năm 1990
- HCV Trần Hữu Trang năm 1992[2]
- HCV đài truyền hình vở Ngôi đền thần
- Nghệ sĩ ưu tú 2019[3]
- HCB Liên Hoan Sân Khấu Cải Lương Toàn Quốc 2024

## Gia đình
Vân Hà có chồng là một nghệ sĩ cùng hoạt động trong lĩnh vực cải lương đó là nghệ sĩ Chí Linh – em trai nghệ sĩ Tài Linh.
Chuyện tình của cô và chồng bắt đầu từ những năm còn học cùng lớp trong khóa đào tạo của nhà hát cải lương Trần Hữu Trang. Lúc đầu do bạn bè thách thức và cắp đôi nên nghệ sĩ Chí Linh đã làm quen và được sự đồng ý của Vân Hà, khi đó cả hai người chỉ cảm mến nhau thôi rồi qua thời gian dài gần 10 năm tìm hiểu, hai nghệ sĩ Chí Linh và Vân Hà đã về chung một nhà và có với nhau hai cô con gái sinh đôi và hiện đang du học ở Mỹ.
Với sự nhìn nhận của nhiều người thì vợ chồng nghệ sĩ Vân Hà là một cặp đôi hạnh phúc và qua bao nhiêu thời gian vẫn có thể xem là cặp vợ chồng son trong lĩnh vực nghệ thuật cải lương.

## Chương trình đã tham gia

### Cải lương thu hình
Danh sách này chưa đầy đủ

#### Cải lương Tuồng cổ
| Vở diễn                              | Vai diễn                    | Hợp tác                                             |
| ------------------------------------ | --------------------------- | --------------------------------------------------- |
| Lục Vân Tiên                         | Võ Thể Loan                 | Nghệ sĩ nhà hát cải lương Trần Hữu Trang            |
| Mặt trời đêm thế kỷ                  | Công chúa Tây Sơn           | Ngọc Huyền, Đức Lợi, Ngân Tuấn, Tiểu Linh..         |
| Hổ phù                               | Bình Nguyên Phu nhân        | Ngọc Huyền, Đức Lợi, Tiểu Linh, Bạch Mai            |
| Tấm Cám                              | Cám                         | Ngọc Huyền, Khánh Linh, Hồng Sáp                    |
| Đường về San Hậu                     | Phàn Phụng Cơ               | Chí Linh, Ngân Tuấn, Ngọc Giàu, Phượng Loan         |
| Vương quyền bạo chúa                 | An Tuyết                    | Chí Linh, Ngân Tuấn, Trọng Nghĩa, Hồng Nhung        |
| Trạng mèo cưới vợ câm                | Hồng Sử                     | Kim Tử Long, Ngọc Huyền, Thoại Mỹ, Chí Linh         |
| Chung Vô Diệm – Mão tinh xuất tái    | Ngọc Lan (Chung đại tẩu)    | Tài Linh, Kim Tử Long, Thảo Nguyên                  |
| Chung Vô Diệm – Đại náo hội kỳ bàn   | Trương Túy Vân (Đông phi)   | Tài Linh, Thoại Mỹ, Thanh Tòng                      |
| Chung Vô Diệm – Đăng tiên            | Liêm Thoại Hoa              | Tài Linh, Linh Châu, Chí Linh, Thoại Mỹ             |
| Mộc Quế Anh – Đại phá thiên môn trận | Tiêu Hậu                    | Kim Tử Long, Phượng Mai, Thanh Thanh Tâm            |
| Bài ca giữ nước                      | Thượng Dương Hoàng Hậu      | Chí Linh, Tú Sương, Trinh Trinh, Vũ Luân            |
| Bão táp nguyên phong                 | Trần Thị Dung               | Chí Linh, Thanh Sơn, Minh Long                      |
| Tống Liên Chi quận chúa              | Huy Ca                      | Kim Tử Long, Ngọc Huyền, Thoại Mỹ, Thanh Tòng       |
| Ngọn đèn tiên                        | Hồng nương tiên tử          | Vũ Linh, Ngọc Huyền, Chí Linh, Thanh Thanh Tâm      |
| Giang sơn mỹ nhân                    | Di Quang                    | Vũ Linh, Ngọc Huyền, Cẩm Thu, Kim Tử Long           |
| Công chúa Diệu Thiện                 | Diệu Âm công chúa           | Vũ Linh, Ngọc Huyền, Út Bạch Lan, Thoại Mỹ          |
| Thoại Khanh Châu Tuấn                | Công chúa                   | Thanh Ngân, Kim Tử Long, Cẩm Thu, Chí Linh          |
| Song hùng kỳ hiệp                    | Xuân Trang công chúa        | Kim Tử Long, Trinh Trinh, Thanh Thanh Tâm, Chí Linh |
| Nặng gánh giang san                  | Hoàng Hậu                   | Thanh Ngân,Vũ Luân, Quế Trân, TrinhTrinh            |
| Thất thủ Cô Tô thành                 | Hoàng Hậu                   | Vũ Luân, Tú Sương, Trọng Nghĩa, Trường Sơn          |
| Hoa bướm ngày xưa                    | Hoàng Hậu                   | Vũ Linh, Kim Tử Long, Phượng Mai, Trọng Nghĩa       |
| Trảm Triệu Khải                      | Thứ Phi                     | Vũ Linh, Phượng Mai, Hồng Nhung, Tiểu Linh          |
| Dương gia tướng                      | Thứ Phi                     | Vũ Linh, Thanh Thanh Tâm, Chí Linh, Trọng Nghĩa     |
| Tờ huyết thệ                         | Đổng Quý Phi                | Vũ Luân, Tú Sương, Trọng Nghĩa, Trường Sơn          |
| Ái tình hay ngôi báu                 | Phi kiều Quý Phi            | Vũ Linh, Ngọc Huyền, Cẩm Thu, Kim Tử Long           |
| Mạnh Lệ Quân                         | Lưu Yến Ngọc                | Kim Tử Long, Trinh Trinh,Cẩm Thu, Chí Linh          |
| Chiếc áo long phụng                  | Liễu Mai                    | Minh Vương, Mỹ Châu, Ngọc Huyền, Kim Tử Long        |
| Tiết Nhơn Quý chinh đông             | Ngọc thị                    | Vũ Linh, Thanh Thanh Tâm, Châu Thanh, Linh Châu     |
| Tiết Nhơn Quý phá ma thiên lãnh      | Ngọc thị                    | Vũ Linh, Thanh Thanh Tâm, Châu Thanh, Linh Châu     |
| Tiết Đinh San phá tì bà san          | Trần Kim Định               | Tài Linh, Kim Tử Long, Thanh Thanh Tâm, Chí Linh    |
| Phàn Lê Huê phá ngũ long trận        | Thanh Long tiên tử          | Vũ Linh, Tài Linh, Thanh Tòng, Thảo Nguyên          |
| Phàn Lê Huê loạn pháp trường         | Kỷ Loan Anh                 | Vũ Linh, Tài Linh, Thanh Tòng, Thoại Mỹ             |
| Phàn Lê Huê báo gia cừu              | Kỷ Loan Anh                 | Vũ Linh, Tài Linh, Thanh Tòng, Linh Châu            |
| Thái Bình công chúa                  | Linh Lợi                    | Vũ Linh, Tài Linh, Kim Tử Long, Thanh Hằng          |
| Quái vật Động Đình Hồ                | Mộng Điệp/ Hắc miêu nữ hiệp | Minh Vương, Vũ Linh, Tài Linh, Hồng Nhung           |
| Người cung nữ                        | Từ An Hoàng Hậu             | Kim Tử Long, Ngọc Huyền, Chí Linh, Thanh Hằng       |
| Thập tam thái bảo                    | Ngọc Liễu                   | Vũ Linh, Tài Linh, Kim Tử Long, Thanh Hằng          |
| Công chúa Đồ Lư                      | Mai nương                   | Vũ Linh, Tài Linh,Thanh Hằng, Vũ Luân               |
| Gánh cải trạng nguyên                | Vương Bội Ngọc              | Kim Tử Long, Phượng Mai, Thanh Tòng, Thoại Mỹ       |
| Anh hùng náo                         | Tiền Quỳnh Châu             | Vũ Linh, Phượng Mai, Ngân Tuấn, Chí Linh            |
| Dương Tôn Bảo phá thiên môn trận     | Mộc Hoa                     | Tài Linh, Kim Tử Long, Chí Linh, Thảo Nguyên        |
| Ngọc Kỳ Lân                          | Thanh Hoa                   | Vũ Linh, Thanh Thanh Tâm, Chí Linh, Hồng Nhung      |
| Ngũ Long phá âm dương trận           | Tiên Dẩn Phụng              | Thanh Thanh Tâm, Châu Thanh, Chí Linh, Tiểu Linh    |
| Ngũ biến báo phu cừu                 | Công Chúa                   | Vũ Linh, Thanh Thanh Tâm, Chí Linh, Hồng Nhung      |
| Phụng nghi đình                      | Lữ Phụng Tiên               | Thanh Thanh Tâm, Chí Linh, Kim Tử Long, Hồng Nga    |
| Lương Sơn Bá Chúc Anh Đài            | Sư Mẫu                      | Vũ Linh, Phượng Mai, Thoại Mỹ, Chí Linh             |
| Nàng út ống tre                      | Hoàng Phi                   | Vũ Linh, Thanh Thanh Tâm, Chí Linh, Hồng Nhung      |
| Triều Vương quận chúa                | Mộc Quế Anh                 | Vũ Linh, Tài Linh, Ngân Tuấn, Chí Linh              |
| Thập tứ nữ anh hào                   | Bát Nương                   | Thanh Thanh Tâm, Ngọc Huyền, Chí Linh, Kim Tử Long  |
| Vợ 16 chồng lên 3                    | Trần phu nhân               | Vũ Linh, Thanh Thanh Tâm, Phương Hồng Thủy          |
| Đêm sấm sét                          | Cô Hạnh                     | Vũ Linh, Thanh Thanh Tâm, Phương Hồng Thủy          |
| Áo cưới trước cổng chùa              | Tổng trấn phu nhân          | Vũ Linh, Thanh Ngân, Ngân Quỳnh, Tô Châu            |
| Trời cao đổ lệ                       | Mã Trịnh Hà                 | Vũ Linh, Phượng Mai, Linh Tâm, Thanh Hằng           |
| Hoàn Châu cách cách                  | Xuyên Hỷ                    | Vũ Linh, Ngọc Huyền,Phượng Mai, Kim Tử Long         |
| Chiếc hổ phù                         | Bình Nguyên Phu Nhân        | Tuấn Châu, Ngọc Huyền, Kim Tử Long, Phượng Hằng     |
| Đồ long ỷ thiên kiếm                 | Dương Bất Hối               | Vũ Linh, Ngọc Huyền, Tài Linh, Chí Linh             |
| Cô gái đồ long                       | Hân Ly                      | Kim Tử Long, Thanh Sang, Ngọc Đáng, Thanh Ngân      |
| Song kiếm uyên ương                  | Ngọc Thủy                   | Tài Linh, Kim Tử Long, Thoại Mỹ, Chí Linh           |

#### Cải lương truyền hình
| Tên tuồng             | Vai diễn               | Hợp tác                                  | Ghi chú        |
| --------------------- | ---------------------- | ---------------------------------------- | -------------- |
| Tấm Cám               | Cám                    | Ngọc Huyền, Khánh Linh                   | Đài HTV        |
| Hổ Phù                | Bình Nguyên Phu Nhân   | Ngọc Huyền, Đức Lợi, Tiểu Linh           | Đài HTV        |
| Bão táp nguyên phong  | Linh Từ Quốc Mẫu       | Chí Linh, Ngân Tuấn, Tú Sương            | Đài HTV        |
| Mạnh Thường Quân      | Thái Cơ                | Thanh Tòng, Trường Sơn, Tú Sương         | Đài HTV        |
| Lệnh truy nã          | Thiên Lý               | Chí Linh Phượng Hằng                     | Đài THVL1      |
| Dòng sông định mệnh   | Cẩm Nhung              | Chiêu Hùng, Tô Châu                      | Đài HTV        |
| Bài ca giữ nước       | Thượng Dương Hoàng Hậu | Chí Linh, Phượng Hằng, Trinh Triinh      | Đài HTV        |
| Trạng mèo cưới vợ câm | Hồng Sử                | Kim Tử Long, Trinh Trinh, Tú Sương       | Đài HTV        |
| Sông mê               | Quyên                  | Chí Linh, Kim Phương                     | Đài HTV        |
| Tiếng trống mê linh   | Trưng Nhị              | Thanh Hằng, Thanh Ngân                   | Đài HTV        |
| Hòn vọng phu          | Lã                     | Chí Linh, Võ Minh Lâm, Quế Trân          | Đài HTV        |
| Lỡ bước sang ngang    | Tuyết Anh              | Chí Linh, Phượng Hằng, Linh Trung        | Đài THVL1      |
| Cổ xe độc mã          | Mỹ Quyên               | Chí Linh, Phượng Hằng                    | Đài HTV        |
| Nhân Huệ Vương        | Trần Như Oanh          | Chiêu Hùng, Phượng Hằng                  | Đài Thuần Việt |
| Khi hoa anh đào nở    | Công Nương             | Chí Linh, Ngân Vương, Phượng Hằng        | Đài HTV        |
| Lời nói dối cuối cùng | Quận Chúa              | Chí Linh, Ngân Tâm, Vũ Đức               | Đài BTV        |
| Ngôi đền cổ           | Bà La Sát              | Mỹ Hằng, Tấn Giao, Tô Châu, Trần Kim Lợi | Đài THVL1      |
| Ngược dòng lạc thủy   | Hà Tam Nương           | Chí Linh, Phượng Hằng, Tấn Giao          | Đài Thuần Việt |

### Sân khấu Chí Linh – Vân Hà
| Ngày diễn  | Tên vở diễn                         | Vai diễn           | Hợp tác                            |
| ---------- | ----------------------------------- | ------------------ | ---------------------------------- |
| 10/11/2018 | Bao Công sát thủ hoa hồng           | Cổ Trường Ngọc     | Chí Linh, Võ Minh Lâm, Nhã Thy     |
| 10/02/2019 | Thu Hương và Đường Bá Hổ            | Châu Sai           | Chí Linh, Võ Minh Lâm, Trinh Trinh |
| 24/05/2019 | Chung Vô Diệm hí Lỗ Lâm             | Công chúa Lỗ Lâm   | Chí Linh, Võ Minh Lâm, Tú Sương    |
| 28/07/2019 | Đoàn Ngọc Hồng phá thuần dương trận | Công chúa Thoại Ba | Chí Linh, Võ Minh Lâm, Tú Sương    |
| 02/11/2019 | Kỳ án Tần Hương Liên                | Thái Hậu           | Chí Linh, Võ Minh Lâm, Tú Sương    |
| 01/02/2020 | Ngũ hổ bình tây                     | Xích phát nương    | Chí Linh, Võ Minh Lâm, Tú Sương    |
| 26/07/2020 | Đoàn Ngọc Hồng phá thuần dương trận | Công chúa Thoại Ba | Chí Linh, Võ Minh Lâm, Tú Sương    |
| 26/09/2020 | Khát vọng vương quyền               | Võ Tắc Thiên       | Chí Linh, Võ Minh Lâm, Tâm Tâm     |
| 26/03/2021 | Tứ tử đậu đăng khoa                 | Lão phu nhân       | Chí Linh, Võ Minh Lâm, Tú Sương    |
| 12/02/2022 | Lương Sơn Bá Chúc Anh Đài           | Ngân Tâm           | Vũ Linh, Chí Linh, Tú Sương, VML   |
| 09/04/2022 | Khát vọng vương quyền               | Võ Tắc Thiên       | Chí Linh, Võ Minh Lâm, Tú Sương    |
| 18/06/2022 | Lương Sơn Bá Chúc Anh Đài           | Ngân Tâm           | Chí Linh, Võ Minh Lâm, Tú Sương    |
| 03/09/2022 | Bao Công sát thủ hoa hồng           | Cổ Trường Ngọc     | Chí Linh, Tú Sương, Võ Minh Lâm    |
| 28/01/2023 | Văn Võ Kỳ Duyên                     | Bán Nguyệt         | Chí Linh, Tú Sương, Võ Minh Lâm    |
| 01/04/2023 | Trân Châu Kỳ sát Địch Thanh         | Địch Thiên Kim     | Chí Linh, Tú Sương, Võ Minh Lâm    |
| 08/07/2023 | Sóng Gió Đại Minh Triều             | Trân Châu          | Chí Linh, Tú Sương, Võ Minh Lâm    |
| 23/09/2023 | Trung liệt Dương gia Tướng          | Xà Thái Quân       | Chí Linh, Tú Sương, Võ Minh Lâm    |
| 17/02/2024 | Kim Ngọc lương duyên                | Liễu Như Nguyệt    | Chí Linh, Phượng Hằng, Hoàng Hải   |
| 06/04/2024 | Trân Châu Kỳ sát Địch Thanh         | Địch Thiên Kim     | Chí Linh, Tú Sương, Võ Minh Lâm    |
| 08/06/2024 | Sấm vang dòng Như Nguyệt            | Xảo Nhi            | Chí Linh, Tú Sương, Võ Minh Lâm    |
| 13/09/2024 | Xử bá đao Từ Hải Thọ                | Tạ Ngọc Dung       | Trọng Nghĩa, Tú Sương, Võ Minh Lâm |

### Sân Khấu Lê Hoàng

#### Trọn tuồng
| Tên vở diễn                        | Vai diễn         | Hợp tác                                    |
| ---------------------------------- | ---------------- | ------------------------------------------ |
| Tứ tử đậu đăng khoa                | Kim Liên         | Chí Linh, Võ Minh Lâm, Tú Sương, Bình Tinh |
| Xử bá đao Từ Hải Thọ               | Tạ Ngọc Dung     | Chí Linh, Võ Minh Lâm, Tú Sương, Bình Tinh |
| Hòng Vọng Phu                      | Lã               | Chí Linh, Võ Minh Lâm, Quế Trân, Thúy My   |
| Võ Tắc Thiên & Thái Bình công chúa | Võ Tắc Thiên     | Chí Linh, Võ Minh Lâm, Tú Sương, Chí Cường |
| Mai trắng se duyên                 | Bạch Xuân Liên   | Chí Linh, Võ Minh Lâm, Tú Sương, Chí Cường |
| Kinh Kha hành thích Tần Vương      | Triệu Cơ         | Chí Linh, Võ Minh Lâm, Tú Sương, Chí Cường |
| Kỳ án Tần Hương Liên               | Tần Hương Liên   | Chí Linh, Võ Minh Lâm, Thúy My, Thanh Ngọc |
| Chung Vô Diệm hí Lỗ Lâm            | Công chúa Lỗ Lâm | Chí Linh, Võ Minh Lâm, Tú Sương, Thúy My   |
| Thần nữ dâng ngũ linh kỳ           | Thần nữ          | Chí Linh, Chí Cường, Hồng Lan, Hiếu Cảnh   |
| Trung liệt Dương gia tướng         | Dương Bát Muội   | Chí Linh, Chí Cường, Tú Sương, Võ Minh Lâm |
| Bạch Đằng giang dậy sóng           | Dương Như Ngọc   | Chí Linh, Chí Linh, Tú Sương, Chí Cường    |

#### Trích đoạn
| Tên vở diễn             | Vai diễn         | Hợp tác     |
| ----------------------- | ---------------- | ----------- |
| Phi Long báo phu cừu    | Phi Long         | Chí Linh    |
| Vương Chiêu Quân        | Vương Chiêu Quân | Chí Linh    |
| Trọn nghĩa quên tình    | Tạ Ngọc Dung     | Trọng Nghĩa |
| Xử bá đao Từ Hải Thọ    | Tạ Huê Đàng      | Chí Linh    |
| Ngai vàng và tội ác     | Phi Phi          | Chí Linh    |
| Song nữ loạn viên môn   | Đàm Tuyến Nữ     | Chí Linh    |
| Chuyện tình Lan và Điệp | Lan              | Tài Lương   |
| Về đất kinh châu        | Tôn Quyền        | Tú Sương    |

### Cải lương Sân khấu
| Nguyên Tuồng          | Vai diễn      | Hợp tác                                              |
| --------------------- | ------------- | ---------------------------------------------------- |
| Mạnh Lệ Quân          | Tô Ánh Tuyết  | Thanh Thanh Tâm, Vũ Linh, Chí Linh                   |
| Trạng mèo cưới vợ câm | Hồng Sử       | Thanh Thanh Tâm, Kim Tử Long, Hồng Nhung             |
| Tấm Cám               | Cám           | Thanh Thanh Tâm, Vũ Linh, Hồng Nhung, Bạch Lan       |
| Tấm Cám               | Cám           | Vũ Linh, Kim Thoa, Thy Trang, Trinh Trinh, Bình Tinh |
| Tam Phùng Duyên       | Giang Tử Liên | Chí Linh, Tú Sương, Trọng Nghĩa, Bình Tinh           |
| Đường về San Hậu      | Phàn Phụng Cơ | Vũ Linh, Chí Linh, Ngân Tuấn, Tú Sương               |
| Con gái Mạnh Lệ Quân  | Phi Giao      | Chí Linh, Bạch Mai, Ngân Tuấn, Tiểu Linh             |
| Ngọc Kỳ Lân           | Ngọc Kỳ Lân   | Bạch Mai, Ngọc Lan Hương, Bạch Lan, Hồng Nhung       |
| Vương Quyền Bạo Chúa  | An Tuyết      | Chí Linh, Minh Long, Khánh Tuấn, Thúy An             |
| Tình hận lãnh cung    | Kiều Loan     | Chí Linh, Ngân Tuấn, Khánh Tuấn, Kim Thoa            |

### Chương trình truyền hình

#### Vầng trăng cổ nhạc
| Tên vở diễn                | Vai diễn          | Hợp tác                           |
| -------------------------- | ----------------- | --------------------------------- |
| Mặt trời đêm thế kỷ        | Công chúa Tây Sơn | Chí Linh, Ngân Tuấn               |
| Thần nữ dâng ngũ linh kỳ   | Thần nữ           | Chí Linh                          |
| Đêm hội Long Trì           | Thứ Phi           | Chí Linh, Thanh Tuấn, Cao Thúy Vi |
| Ca dao con gái của mẹ      |                   | Thanh Thanh Tâm, Thanh Kim Huệ    |
| Hành trình trên đất phù sa |                   | Chí Linh, Châu Thanh, Cẩm Tiên    |
| Chuyện đưa đò              |                   | Bảo Quốc, Hoàng Sơn               |
| Dòng sông định mệnh        | Cẩm Nhung         | Chí Linh, Tô Châu                 |
| Vĩnh biệt thần chết        | Bà Xuân           | Chí Linh, Võ Thành Phê, Thu Vân   |

#### Ngân mãi chuông vàng
| Tên vở diễn        | Vai diễn       | Hợp tác               |
| ------------------ | -------------- | --------------------- |
| Ngao Sò Ốc Hến     | Huyện Bà       | Chí Linh              |
| Hai chiều ly biệt  | Nữ hoàng Ba Tư | Chí Linh, Lê Văn Gàn  |
| Bóng hồng sa mạc   | Thái Hậu       | Lê Văn Gàn, Ngọc Đợi  |
| Lỡ bước sang ngang | Bà Vạn Kim     | Chí Linh, Phượng Hằng |

#### Nghệ sĩ và tri âm
| Tên vở diễn            | Vai diễn        | Hợp tác                           |
| ---------------------- | --------------- | --------------------------------- |
| Xử bá đao Từ Hải Thọ   | Tạ Huê Đàng     | Tài Linh, Chí Linh, Lê Trung Thảo |
| Chuyện tình An Lộc Sơn | Dương Thái Chân | Chí Linh                          |

### Chương trình khác
| Tên vở diễn                   | Vai diễn             | Ghi chú                                       |
| ----------------------------- | -------------------- | --------------------------------------------- |
| Đào Tam Xuân báo phu cừu      | Hàn Tố Mai           | Liveshow nghệ sĩ Ngọc Đáng                    |
| Câu thơ yên ngựa              | Nguyên Phi Ỷ Lan     | Liveshow nghệ sĩ Chinh Ngân                   |
| Tân cổ Tình đẹp mùa chôm chôm | song ca với Chí Linh | CT những đôi tình nhân trên sân khấu          |
| Tân nhạc Tôi vẫn nhớ          | song ca với Chí Linh | CT những đôi tình nhân trên sân khấu          |
| Cô gái đồ long                | Hân Ly               | CT kỷ niệm 1 năm thành lập sân khấu vàng      |
| Bạch Đằng giang dậy sóng      | Dương Như Ngọc       | 100 năm sân khấu cải lương                    |
| Kỳ án Tần Hương Liên          | Thái hậu             | 100 năm sân khấu cải lương                    |
| Má hồng phận bạc              | Hoạn Thư             | Vũ Linh – Người đưa đò 2                      |
| Má hồng phận bạc              | Hoạn Thư             | Liveshow nghệ sĩ Tài Linh                     |
| Bích Vân Cung kỳ án           | Hải Thọ              | Liveshow nghệ sĩ Tài Linh                     |
| Xử án Bàng Quý Phi            | Tào Chánh Hậu        | Liveshow nghệ sĩ Tài Linh                     |
| Xử bá đao Từ Hải Thọ          | Tạ Huê Đàng          | Liveshow nghệ sĩ Tài Linh                     |
| Mạnh Lệ Quân                  | Tô Ánh Tuyết         | Vũ Linh – Hái lộc đầu xuân                    |
| Nhị khí Châu Du               |                      | Ánh sáng đam mê                               |
| Xử Án Phi giao                | Phi Giao             | Ánh sáng đam mê 2                             |
| Hạng Võ biệt Ngu Cơ           | Ngu Cơ               |                                               |
| Xử án Bàng Quý Phi            | Bàng Quý Phi         | CT biểu diễn gây quỹ (Sân Khấu Việt Nam 2013) |

## Cuộc sống hiện nay
Hiện nay, nghệ sĩ Vân Hà hoạt động chủ yếu ở TP.HCM, tham gia các vở diễn tuồng cổ trên sân khấu cũng như các show diễn ở các tỉnh thành khác như Bạc Liêu, Bến Tre, Gò Công... và các show diễn ở nước ngoài nếu nhận được lời mời.